# Theo van der Meer

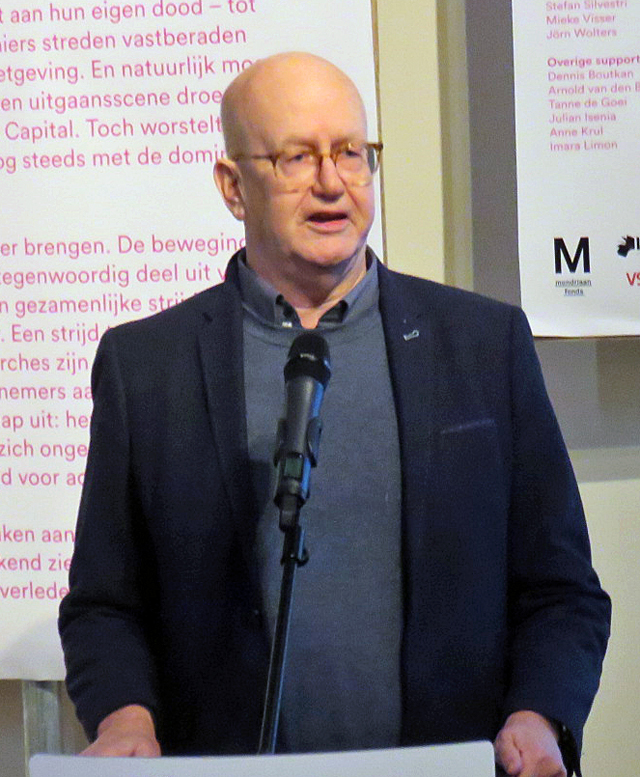
Theo van der Meer sprekend tijdens een presentatie bij het IHLIA LGBT Heritage op 16 januari 2019

Theodorus Albertus Maria van der Meer (Den Helder, 15 november 1950) is een neerlandicus, afgestudeerd op een historisch onderwerp, en gepromoveerd aan de juridische faculteit van de Vrije Universiteit. 
Na een periode van activiteit in COC-besturen en in de vakbond wijdde Van der Meer zich rond het midden van de jaren tachtig geheel aan de geschiedenis, speciaal de homogeschiedenis, en naar netwerken van homoseksuelen.
In 1995 promoveerde hij cum laude op het proefschrift Sodoms zaad in Nederland. Het ontstaan van homoseksualiteit in de vroegmoderne tijd. Voor dit proefschrift ontving hij ook de Praemium erasmianum studieprijs. Hij was werkzaam als wetenschappelijk onderzoeker aan het Internationaal Instituut voor Sociale Geschiedenis (IISG), en betrokken bij het project 'Homoseksualiteit in de twintigste eeuw'. Hij publiceerde over Marinus van der Lubbe en de Rijksdagbrand en Castratie van Homoseksuelen tijdens WO II. 
In 2007 verscheen van zijn hand een omvangrijke biografie van de eerste Nederlandse homo-emancipator Jacob Anton Schorer, een boek dat tevens op te vatten is als een biografie van de homoseksualiteit zelf. Van 1 september 2007 tot 1 juni 2008 was hij verbonden aan het Meertens Instituut ter voorbereiding van een biografie over Piet Meertens, ook bekend als meneer Beerta in Voskuils 7-delige romancyclus Het Bureau.

## Publicaties
- De wesentlijke sonde van sodomie en andere vuyligheeden. Sodomietenvervolgingen in Amsterdam 1730-1811 (1984) ISBN 90-70585-30-8
- Vrĳwillig in de frontlinie. Het buddy-project van de Jhr. Mr. J.A. Schorerstichting (1987)
- Sodoms zaad in Nederland. het ontstaan van homoseksualiteit in de vroegmoderne tĳd (1995) ISBN 90-6168-444-7
- (met Paul Snijders) 'Ernstige moraliteits-toestanden in de residentie'. Een 'Whodunnit' over het Haagse zedenschandaal van 1920. Pag. 373-407 in: Pro Memorie. Bijdragen tot de rechtsgeschiedenis der Nederlanden, jaargang 4, afl. 2 (2002)
- 'Van der Lubbe ist seinem ganzen Wesen nach homosexuell'. Bruinboek, homoseksualiteit en antifascisme. Pag. 294-310 in: De Gids, jaargang 170, afl. 4 (2006)
- Jhr.Mr. Jacob Anton Schorer. Een biografie van homoseksualiteit (2007) ISBN 90-73341-30-2